# 香港落馬洲飲酒運転事故
香港落馬洲飲酒運転事故（ホンコンロマチュいんしゅうんてんじこ）は、2009年1月23日に発生した飲酒運転のトラックがタクシーに衝突し、タクシーの運転手を含む6人が亡くなった香港の交通事故である。

## 概要
香港新界元朗落馬洲の青山公路で2009年1月23日午前7時頃に、落馬洲から上水方面へ向かっていたタクシーに、対向車線を蛇行しながら走ってきた16トントラックが正面衝突。トラックはタクシーに乗り上げ約50メートル進み、大木に衝突して停止した。タクシーには旧正月前の最後の仕事へと急ぐ建築作業員5人が乗っていたが、運転手を含む6人全員が即死した。
トラックの運転手は軽傷。法定基準の4倍に達するアルコールが検出され、危険運転致死容疑で逮捕された。
香港で呼気中のアルコール濃度が1lあたり0.21mgを超えると酒気帯び運転に該当する。
死亡した6人は30歳から54歳までの男性で、いずれも一家の大黒柱。事故直後に現場を視察した曽蔭権（ドナルド・ツァン）行政長官に、遺族らが土下座しながら酒酔い運転の厳罰化を涙ながらに訴えた。

## 事故に至った経緯
同日朝、5人の鉄工が新界(New Territories)のタクシーでロマチャウ(Lok Ma Chau)で、矯正局管轄の羅呉矯正センター(Lo Wu Correctional Centre)の建設現場に向かった。 7時10分、タクシーがキャッスルピークハイウェイの終点区間に進入していたとき、反対方向を走行していた16トントラックが左右に振って反対車線を横断し、タクシーと正面衝突した後、トラックは速度を落とさず、タクシーの上部に乗り込み、タクシーを押しつぶし、タクシーを約50メートル押したところ、タクシーは鉄柵に衝突し、歩道で向きを変えました。 トラックは木に衝突し、左に転がった。
消防隊員が現場に到着後、タクシーの屋根を爆破し、救助されたタクシー運転手と車内の乗客5人の遺体を救助し、軽傷を負ったトラック運転手は自力で車から降り、飲酒検査で体内のアルコール濃度が基準値を超えていることが判明し、警察は危険運転致死と飲酒運転の容疑で逮捕しました。
当時の行政長官の曽楚圭(ツァン・チューグエン)、交通住宅長官の鄭玉基(Cheng Yu-ki)、労働者同盟立法会議員の李哲燕(Lee Cheuk-yan)が現場に立ち会い、遺族を視察し、慰めた(犠牲者は労働組合の鉄壁連帯組合のメンバーだったため)。
2009年2月23日、41歳のトラック運転手ロー・シウクンは、危険運転致死の容疑で粉嶺治安判事裁判所に連行された。 法廷では、被告の墜落直後の呼気検査のアルコール濃度は摂氏93度で、法定限度である22度の4倍だった。 その後、病院で血中アルコール検査を受けたところ、法定上限の50度の約3倍となる153度に達しました。 被告は保釈金の継続で5万ドルを認められた その後、検察側は容疑を過失致死罪6件、危険運転致死罪6件に変更し、事件の重大性を立証した。
2009年12月3日、香港高等法院で6件の過失致死罪で有罪を認め、懲役6年の判決を受けた。 この場合、故人の家族は判決に不満を持っていました。 Wai Ngai-chi裁判官は、死亡者数に応じて量刑を按分するのは不合理であり、裁判所は被告の行為の無謀さを主として考慮したとし、事件の事実関係において、死亡または不当な殺人を引き起こす危険運転の罪の量刑に区別がないことを指摘し
この寛大な判決に不満を抱いた司法省は、減刑を訴えた 2011年1月12日、控訴院は、被告の刑期を6年に延長するよう求める司法省の請求を却下したが、8年の執行猶予を科した。 控訴院副院長のセト・キング判事は、危険運転致死罪と過失致死罪の量刑基準は同じであるという原審の主張を覆し、本件における合理的な懲役刑は9年であるべきであったが、一審裁判官が被告人に対し、危険運転致死罪の刑期に違和感はないと述べ、検察官がそれを訂正しなかったため、被告は不法殺人の罪を認めただけであり、刑を増やせば被告人とその家族に不公平となるため、懲役6年の刑が維持された。 
その後、2011年道路交通規則(2011年24月6日第24条)の改正により、裁判所は、危険な運転によって他人を死に至らしめた人の生命を停止する権限を与えられました。